# Карпениге (Белуно)
Карпениге (итал. Carpenighe) је насеље у Италији у округу Белуно, региону Венето.
Према процени из 2011. у насељу је живело 16 становника. Насеље се налази на надморској висини од 494 м.